# Ceilhes-et-Rocozels
Ceilhes-et-Rocozels (prononcé [sɛj e ʁɔkɔzɛl] ; en occitan Selha e Rocosèls) est une commune française située dans le nord-est du département de l'Hérault en région Occitanie.
Exposée à un climat de montagne, elle est drainée par l'Orb, la Tès, la Verenne, le ruisseau de Lamalou, le ruisseau de Sebestrières et par divers autres petits cours d'eau. Incluse dans le parc naturel régional du Haut-Languedoc, la commune possède un patrimoine naturel remarquable composé de deux zones naturelles d'intérêt écologique, faunistique et floristique.
Ceilhes-et-Rocozels est une commune rurale qui compte 247 habitants en 2022, après avoir connu un pic de population de 1 067 habitants en 1841.  Ses habitants sont appelés les Ceizelois ou  Ceizeloises.
Ceilhes se prononce comme abeille. Ses habitants sont appelés les Ceilhois.

## Géographie

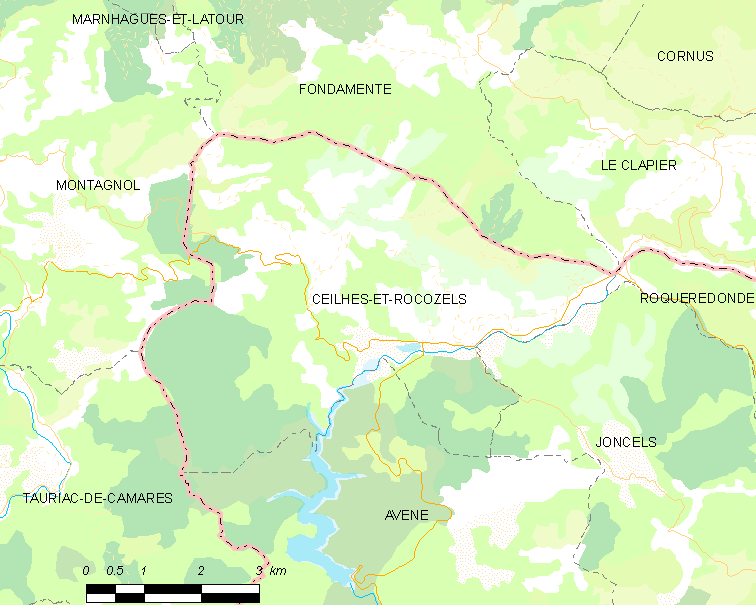
Carte.

Ceilhes-et-Rocozels est située près de la frontière entre l'Hérault et l'Aveyron, entre Lodève et Camarès. Le village s'est construit sur la rive droite de l'Orb, entre les monts de l'Espinouse et ceux de l'Escandorgue, au pied des Cévennes.

### Communes limitrophes
|                              | Fondamente (Aveyron) | Roqueredonde |
| Montagnol (Aveyron)          | Ceilhes-et-Rocozels  | Joncels      |
| Tauriac-de-Camarès (Aveyron) | Avène                |              |

### Climat
Pour des articles plus généraux, voir Climat de l'Occitanie et Climat de l'Hérault.
En 2010, le climat de la commune est de type climat des marges montargnardes, selon une étude s'appuyant sur une série de données couvrant la période 1971-2000. En 2020, Météo-France publie une typologie des climats de la France métropolitaine dans laquelle la commune est dans une zone de transition entre le climat de montagne et le climat méditerranéen et est dans une zone de transition entre les régions climatiques « Provence, Languedoc-Roussillon » et « Sud-est du Massif Central ».
Pour la période 1971-2000, la température annuelle moyenne est de 11,9 °C, avec une amplitude thermique annuelle de 15,7 °C. Le cumul annuel moyen de précipitations est de 1 148 mm, avec 9,6 jours de précipitations en janvier et 3,9 jours en juillet. Pour la période 1991-2020, la température moyenne annuelle observée sur la station météorologique la plus proche, située sur la commune de Cornus à 12 km à vol d'oiseau, est de 10,1 °C et le cumul annuel moyen de précipitations est de 1 007,4 mm,. Pour l'avenir, les paramètres climatiques de la commune estimés pour 2050 selon différents scénarios d'émission de gaz à effet de serre sont consultables sur un site dédié publié par Météo-France en novembre 2022.

### Milieux naturels et biodiversité

#### Espaces protégés
La protection réglementaire est le mode d’intervention le plus fort pour préserver des espaces naturels remarquables et leur biodiversité associée,.
Un  espace protégé est présent sur la commune : 
le parc naturel régional du Haut-Languedoc, créé en 1973 et d'une superficie de 307 184 ha, qui s'étend sur 118 communes et deux départements. Implanté de part et d’autre de la ligne de partage des eaux entre Océan Atlantique et mer Méditerranée, ce territoire est un véritable balcon dominant les plaines viticoles du Languedoc et les étendues céréalières du Lauragais,.

#### Zones naturelles d'intérêt écologique, faunistique et floristique

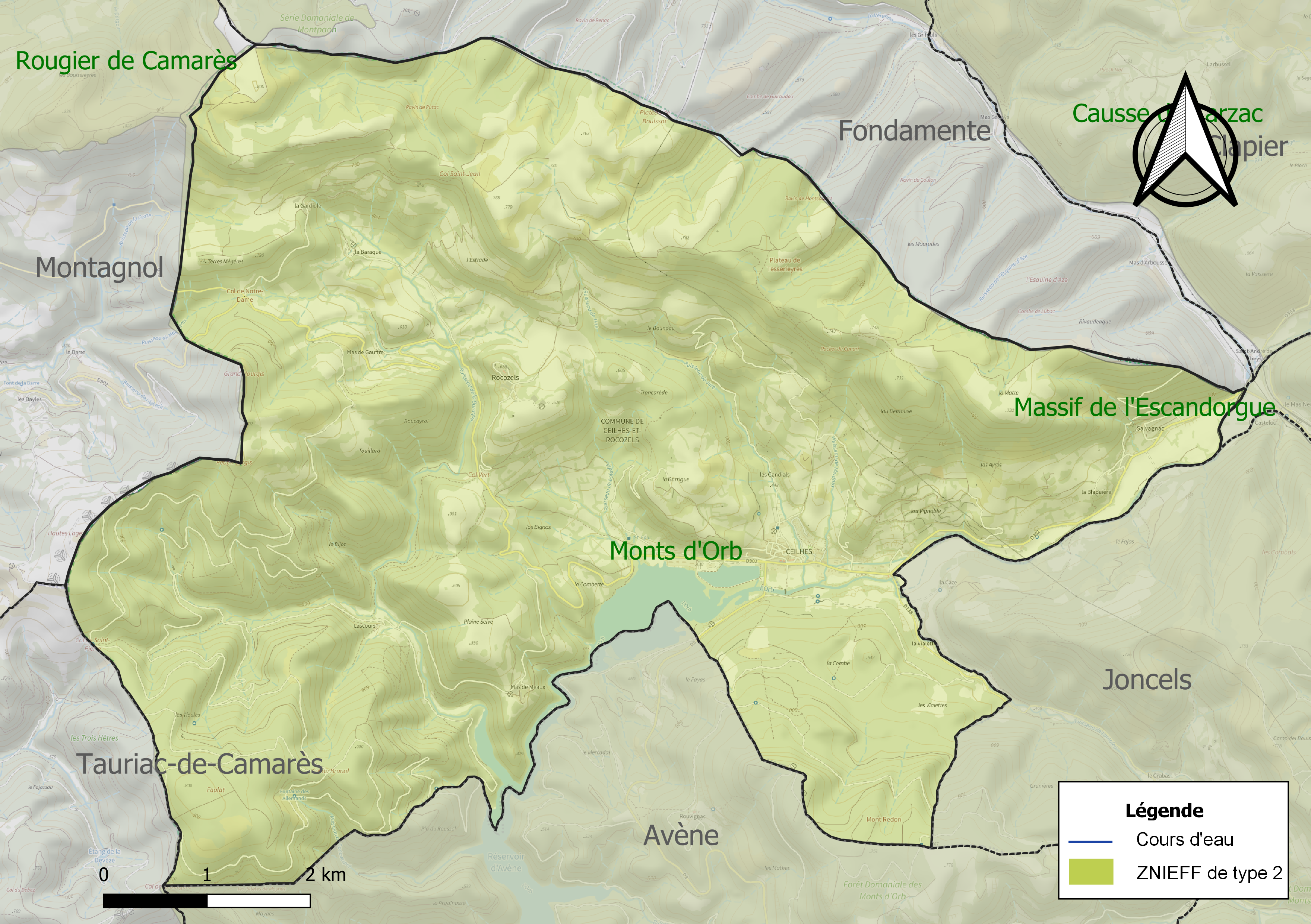
Carte des ZNIEFF de type 2 localisées sur la commune.

L’inventaire des zones naturelles d'intérêt écologique, faunistique et floristique (ZNIEFF) a pour objectif de réaliser une couverture des zones les plus intéressantes sur le plan écologique, essentiellement dans la perspective d’améliorer la connaissance du patrimoine naturel national et de fournir aux différents décideurs un outil d’aide à la prise en compte de l’environnement dans l’aménagement du territoire.
Deux ZNIEFF de type 2 sont recensées sur la commune :
- les « Monts d'Orb » (13 437 ha), couvrant 6 communes du département[13] ;
- les « Rougier de Camarès » (56 714 ha), couvrant 33 communes dont 32 dans l'Aveyron et une dans l'Hérault[14].

## Urbanisme

### Typologie
Au 1er janvier 2024, Ceilhes-et-Rocozels est catégorisée commune rurale à habitat dispersé, selon la nouvelle grille communale de densité à sept niveaux définie par l'Insee en 2022.
Elle est située hors unité urbaine et hors attraction des villes,.

### Occupation des sols
L'occupation des sols de la commune, telle qu'elle ressort de la base de données européenne d’occupation biophysique des sols Corine Land Cover (CLC), est marquée par l'importance des forêts et milieux semi-naturels (67,3 % en 2018), en diminution par rapport à 1990 (68,9 %). La répartition détaillée en 2018 est la suivante : 
forêts (52,7 %), prairies (16,6 %), zones agricoles hétérogènes (15,3 %), milieux à végétation arbustive et/ou herbacée (14,6 %), eaux continentales (0,8 %). L'évolution de l’occupation des sols de la commune et de ses infrastructures peut être observée sur les différentes représentations cartographiques du territoire : la carte de Cassini (XVIIIe siècle), la carte d'état-major (1820-1866) et les cartes ou photos aériennes de l'IGN pour la période actuelle (1950 à aujourd'hui).

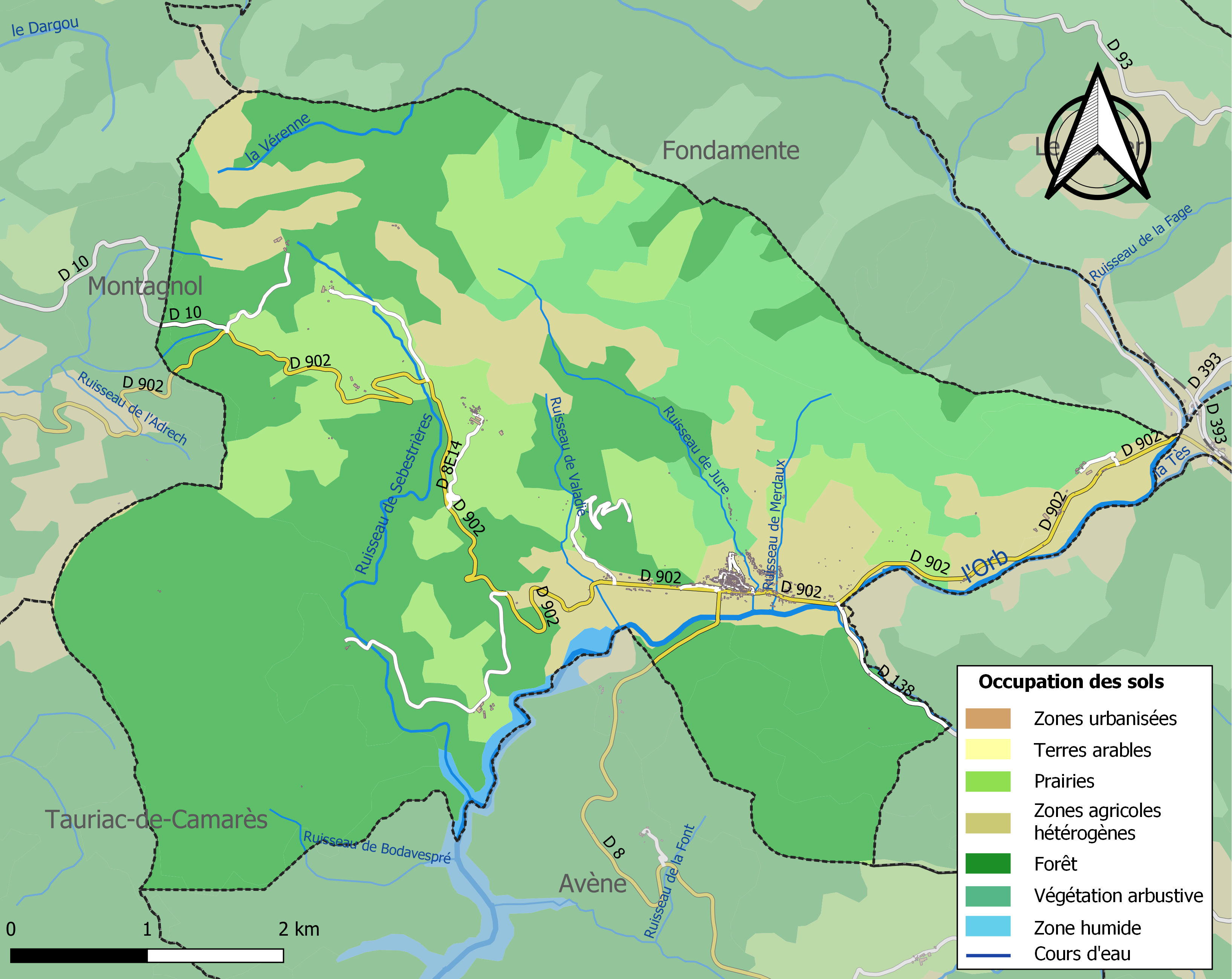
Carte des infrastructures et de l'occupation des sols de la commune en 2018 (CLC).

### Risques majeurs
Le territoire de la commune de Ceilhes-et-Rocozels est vulnérable à différents aléas naturels : météorologiques (tempête, orage, neige, grand froid, canicule ou sécheresse), inondations et séisme (sismicité très faible). Il est également exposé à deux risques particuliers : le risque minier et le risque de radon. Un site publié par le BRGM permet d'évaluer simplement et rapidement les risques d'un bien localisé soit par son adresse soit par le numéro de sa parcelle.

#### Risques naturels
Certaines parties du territoire communal sont susceptibles d’être affectées par le risque d’inondation par débordement de cours d'eau, notamment l'Orb. La commune a été reconnue en état de catastrophe naturelle au titre des dommages causés par les inondations et coulées de boue survenues en 1982, 1992, 2014 et 2015,.
Ceilhes-et-Rocozels est exposée au risque de feu de forêt du fait de la présence sur son territoire. Un plan départemental de protection des forêts contre les incendies (PDPFCI) a été approuvé en juin 2013 et court jusqu'en 2022, où il doit être renouvelé. Les mesures individuelles de prévention contre les incendies sont précisées par deux arrêtés préfectoraux et s’appliquent dans les zones exposées aux incendies de forêt et à moins de 200 mètres de celles-ci. L’arrêté du 25 avril 2002 réglemente l'emploi du feu en interdisant notamment d’apporter du feu, de fumer et de jeter des mégots de cigarette dans les espaces sensibles et sur les voies qui les traversent sous peine de sanctions. L'arrêté du 11 mars 2013 rend le débroussaillement obligatoire, incombant au propriétaire ou ayant droit,.

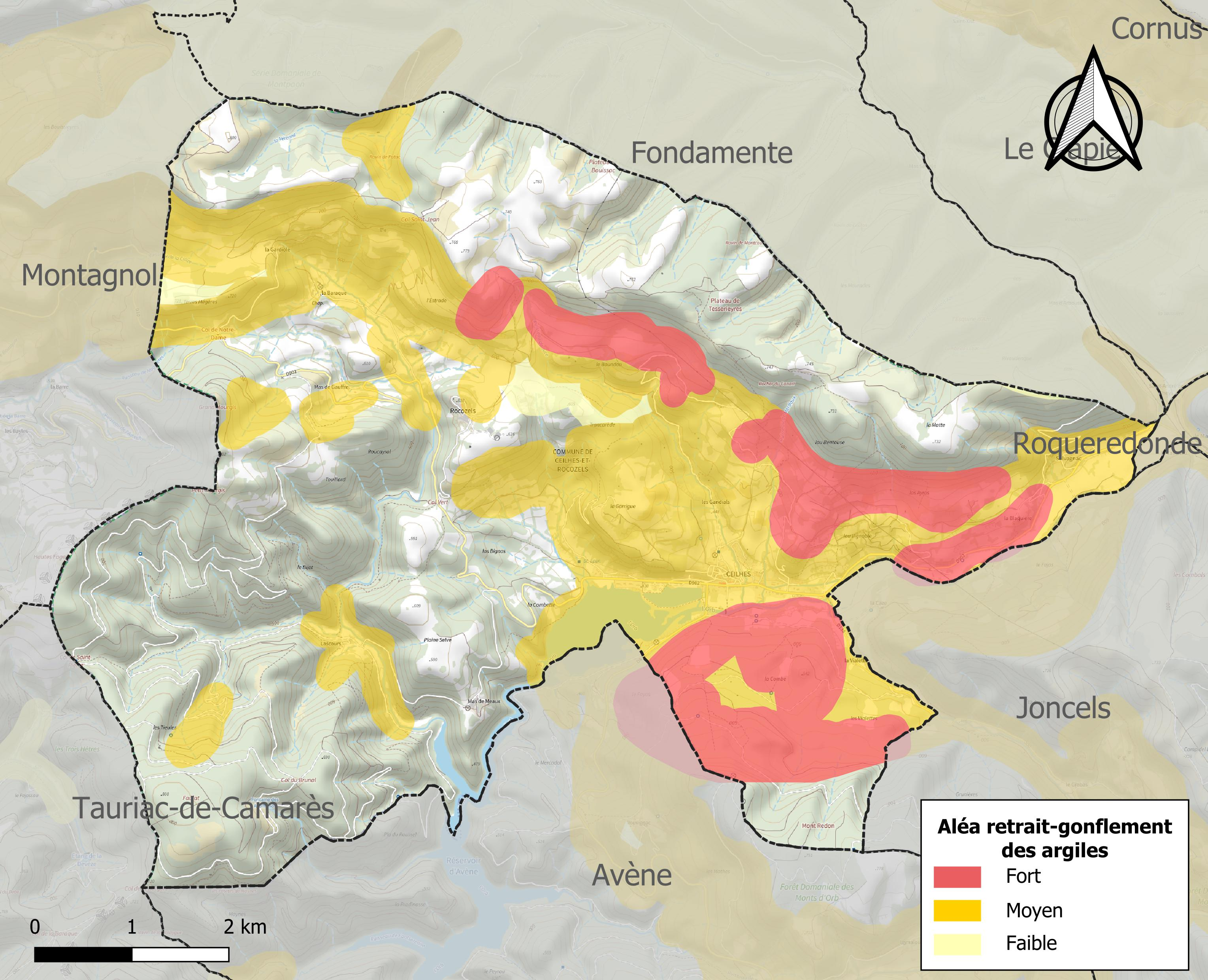
Carte des zones d'aléa retrait-gonflement des sols argileux de Ceilhes-et-Rocozels.

Le retrait-gonflement des sols argileux est susceptible d'engendrer des dommages importants aux bâtiments en cas d’alternance de périodes de sécheresse et de pluie. 42,9 % de la superficie communale est en aléa moyen ou fort (59,3 % au niveau départemental et 48,5 % au niveau national). Sur les 254 bâtiments dénombrés sur la commune en 2019, 244 sont en aléa moyen ou fort, soit 96 %, à comparer aux 85 % au niveau départemental et 54 % au niveau national. Une cartographie de l'exposition du territoire national au retrait gonflement des sols argileux est disponible sur le site du BRGM,.
Par ailleurs, afin de mieux appréhender le risque d’affaissement de terrain, l'inventaire national des cavités souterraines permet de localiser celles situées sur la commune.

#### Risque particulier
L’étude Scanning de Géodéris réalisée en 2008 a établi pour le département de l’Hérault une identification rapide des zones de risques miniers liés à l’instabilité des terrains.  Elle a été complétée en 2015 par une étude approfondie sur les anciennes exploitations minières du bassin houiller de Graissessac et du district polymétallique de Villecelle. La commune est ainsi concernée par le risque minier, principalement lié à l’évolution des cavités souterraines laissées à l’abandon et sans entretien après l’exploitation des mines.
Dans plusieurs parties du territoire national, le radon, accumulé dans certains logements ou autres locaux, peut constituer une source significative d’exposition de la population aux rayonnements ionisants. Certaines communes du département sont concernées par le risque radon à un niveau plus ou moins élevé. Selon la classification de 2018, la commune de Ceilhes-et-Rocozels est classée en zone 3, à savoir zone à potentiel radon significatif.

## Toponymie
Le nom de Ceilhes a été connu sous les variantes : Raimundi Guilelmi de Silias (1101), ecclesiam S. Johannis de Silias (1135), prior de Siliis (1351), prieur de Ceilhes (1571).
Le nom Ceilhes dérive de celui du latin sigilo synonyme de secalem = seigle.
Le nom de Rocozels a été connu sous les variantes : castro de Rochosello (1031), Willermi de Rocosello (1170), capelli castri de Rocosello (1180), rector de Rocoseli (1323), prieur de Rocarel (1571).
Le nom Rocozels dérive de l'occitan rocós (rocheux) avec un suffixe diminutif -el'.
Ceilhes-et-Rocozels s'écrit Selha e Rocosèls en occitan (norme classique).

## Histoire
En l'an II, Rocozels est rattachée à Ceilhes qui prend le nom de Ceilhes-et-Rocozels. Les hameaux de Lacaze et Vides sont intégrés à la commune de Joncels. En l'an VI, les hameaux de la Blaquière et Salvagnac qui dépendaient de Joncels sont réunis à la commune de Ceilhes-et-Rocozels.

### Ceilhes

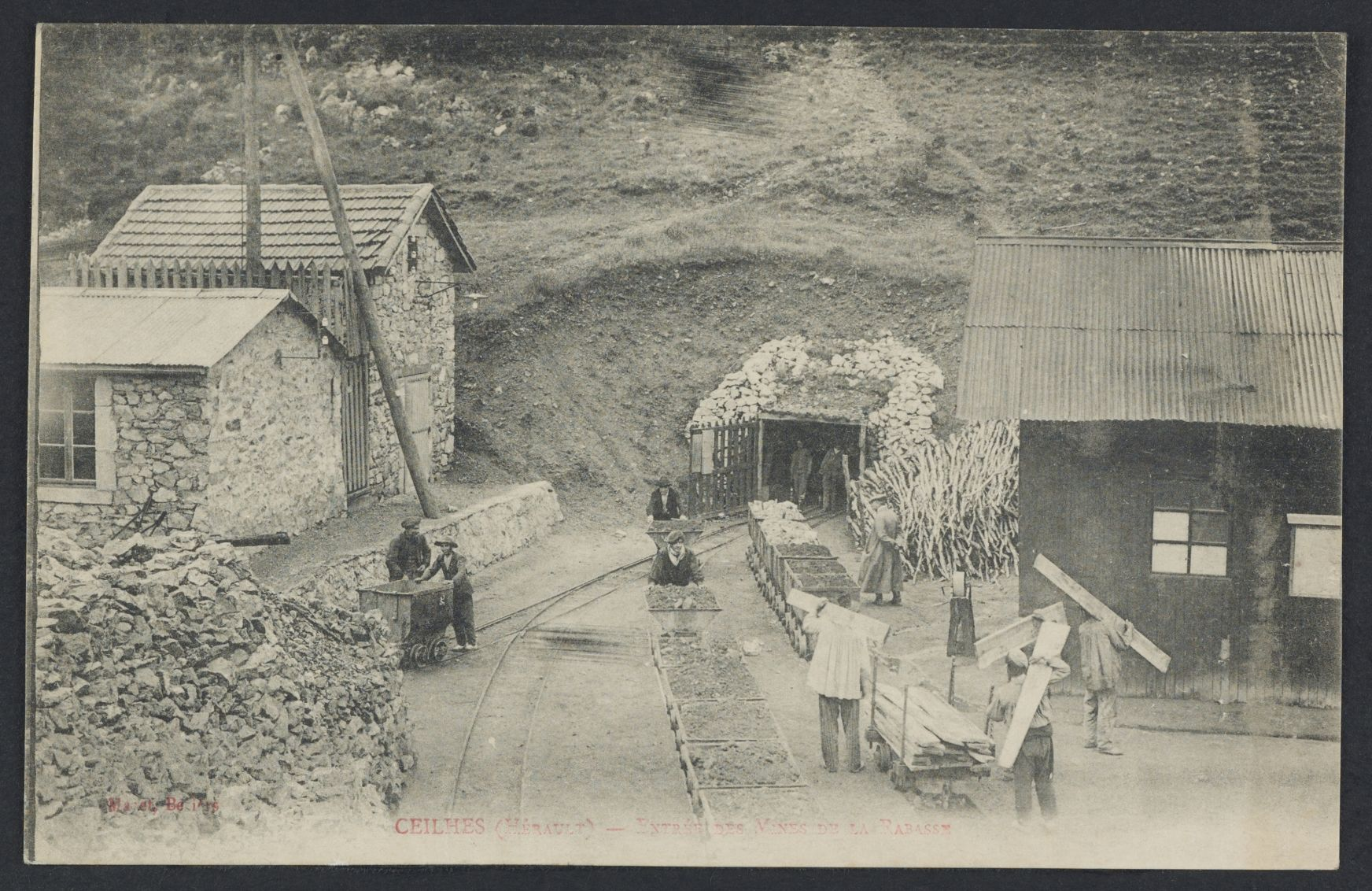
Entrée des mines de la Rabasse,

Dès la période gallo-romaine, le site était exploité pour ses mines ; en subsistent les vestiges du village de Lascours (dès le IIe siècle av. J.-C.) Cette activité s’est poursuivie par période jusqu’en 1959.
Au Moyen Âge, le village se développe comme en témoignent de nombreux éléments d’architecture et le château de Bouloc est construit dans la plaine ; il sera le refuge des seigneurs de Rocozels, qui connaîtront une grande destinée avec la création en
1736 du duché-pairie de Fleury.
Le village était renommé pour ses importantes foires aux bestiaux qui remontent au Moyen Âge et qui ont perduré jusqu’au XXe siècle. Ceilhes était alors une petite ville très active.
Lors de la Révolution française, les citoyens de la commune se réunissent au sein de la société révolutionnaire, baptisée « société populaire républicaine » en an II.
Aujourd’hui, les mines et les usines ont fermé, noyées par le barrage d'Avène.

### Rocozels
Le Campmas de Rocozels est mentionné en 1147 comme appartenant à Pierre de Lodève qui le donne aux templiers. Il se trouvait dans la paroisse de Notre-Dame de Ceilhes. Puis en 1181, c'est au tour de l'évêque de Béziers de donner la chapelle castrale de Rocozels à ces mêmes templiers. Cet ordre militaire est encore mentionné en 1240.

## Héraldique
Historiquement, la communauté de Ceilhes et Rocozels portait le blason suivant :
| Blason de Ceilhes-et-Rocozels | « De sinople, au pairle losangé d'argent et de gueules accompagné de deux rocs d'échiquier d'or ; au chef cousu d'azur chargé de trois roses aussi d'argent ». |

## Démographie
Au dernier recensement, la commune comptait 247 habitants.
| 1793 | 1800 | 1806 | 1821  | 1831  | 1836  | 1841  | 1846  | 1851  |
| ---- | ---- | ---- | ----- | ----- | ----- | ----- | ----- | ----- |
| 917  | 961  | 984  | 1 013 | 1 064 | 1 039 | 1 067 | 1 017 | 1 032 |

| 1856 | 1861 | 1866 | 1872 | 1876 | 1881 | 1886 | 1891 | 1896 |
| ---- | ---- | ---- | ---- | ---- | ---- | ---- | ---- | ---- |
| 950  | 872  | 964  | 934  | 911  | 961  | 964  | 938  | 826  |

| 1901 | 1906 | 1911 | 1921 | 1926 | 1931 | 1936 | 1946 | 1954 |
| ---- | ---- | ---- | ---- | ---- | ---- | ---- | ---- | ---- |
| 758  | 713  | 842  | 884  | 921  | 608  | 608  | 530  | 479  |

| 1962 | 1968 | 1975 | 1982 | 1990 | 1999 | 2006 | 2011 | 2016 |
| ---- | ---- | ---- | ---- | ---- | ---- | ---- | ---- | ---- |
| 430  | 397  | 405  | 358  | 283  | 256  | 305  | 307  | 323  |

| 2021 | 2022 | - | - | - | - | - | - | - |
| ---- | ---- | - | - | - | - | - | - | - |
| 274  | 247  | - | - | - | - | - | - | - |

## Politique et administration

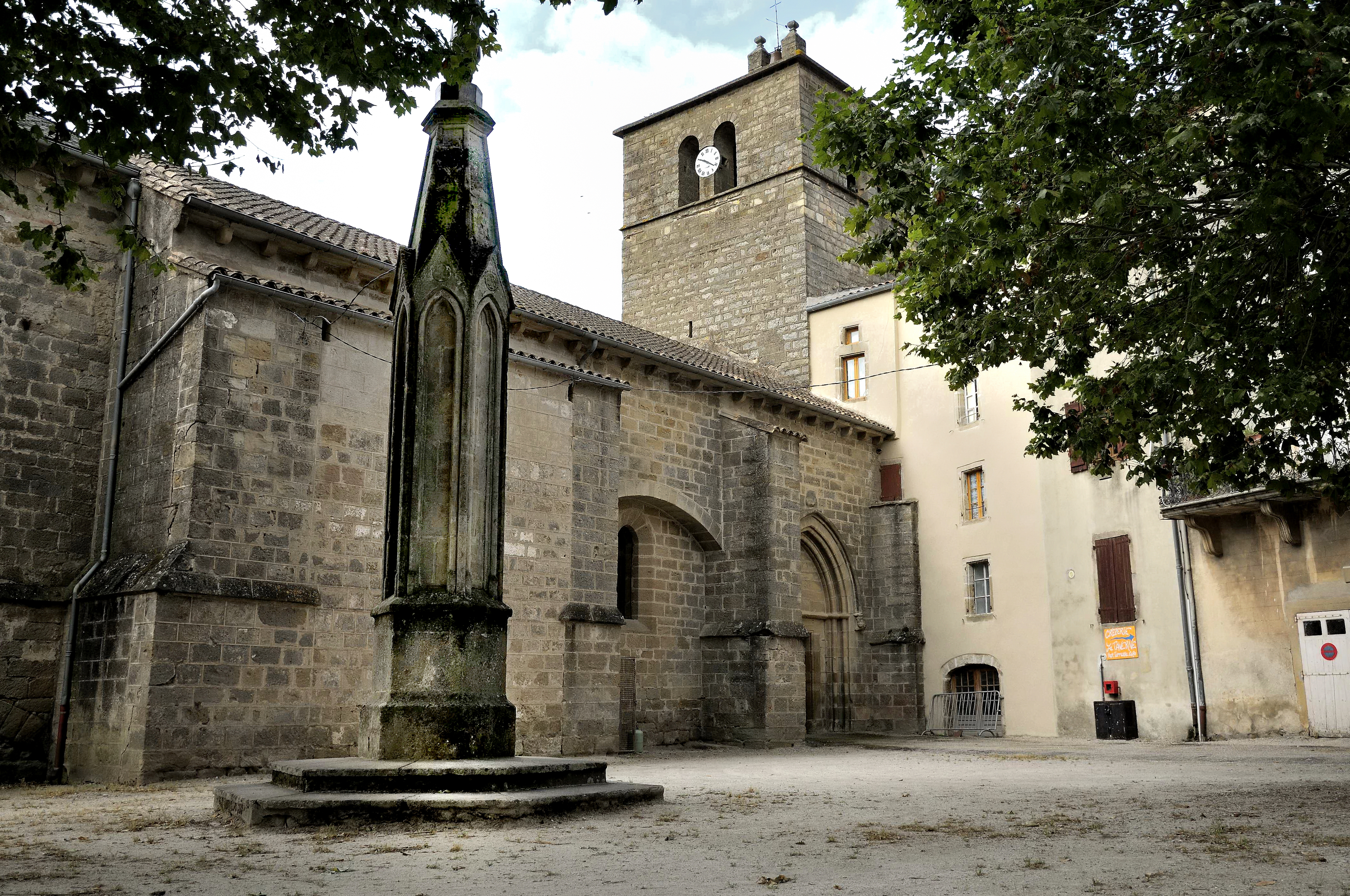
Église Saint-Jean-Baptiste de Ceilhes.

| Période       | Période       | Identité         | Étiquette     | Qualité |
| ------------- | ------------- | ---------------- | ------------- | ------- |
| 1912          | 1944          | Marius Benavenq  |               |         |
| 1947          | 1965          | Aloïs Cambon     |               |         |
| 1965          | 1971          | Roger Allègre    | L.P.S.D. I.C. |         |
| 1971          | 1989          | Fernand Durand   |               |         |
| 1989          | 1997          | Henri Audoli     |               |         |
| 1997          | novembre 2005 | Ahmed Abdelkader | DVG           |         |
| novembre 2005 | 2014          | Jacques Cambon   |               |         |
| 2014          | En cours      | Fabien Soulage   | SE-DVG        | Artisan |

## Économie

### Revenus
En 2018, la commune compte 132 ménages fiscaux, regroupant 265 personnes. La médiane du revenu disponible par unité de consommation est de 16 430 € (20 330 € dans le département).

### Emploi
|                | 2008   | 2013   | 2018   |
| -------------- | ------ | ------ | ------ |
| Commune        | 15,4 % | 13 %   | 19,2 % |
| Département    | 10,1 % | 11,9 % | 12 %   |
| France entière | 8,3 %  | 10 %   | 10 %   |

En 2018, la population âgée de 15 à 64 ans s'élève à 184 personnes, parmi lesquelles on compte 70,3 % d'actifs (51,1 % ayant un emploi et 19,2 % de chômeurs) et 29,7 % d'inactifs,. Depuis 2008, le taux de chômage communal (au sens du recensement) des 15-64 ans est supérieur à celui de la France et du département.
La commune est hors attraction des villes,. Elle compte 52 emplois en 2018, contre 50 en 2013 et 52 en 2008. Le nombre d'actifs ayant un emploi résidant dans la commune est de 96, soit un indicateur de concentration d'emploi de 54,5 % et un taux d'activité parmi les 15 ans ou plus de 48,5 %.
Sur ces 96 actifs de 15 ans ou plus ayant un emploi, 39 travaillent dans la commune, soit 42 % des habitants. Pour se rendre au travail, 64,9 % des habitants utilisent un véhicule personnel ou de fonction à quatre roues, 3,2 % les transports en commun, 13,9 % s'y rendent en deux-roues, à vélo ou à pied et 18,1 % n'ont pas besoin de transport (travail au domicile).

### Activités hors agriculture
29 établissements sont implantés  à Ceilhes-et-Rocozels au 31 décembre 2019.
Le secteur du commerce de gros et de détail, des transports, de l'hébergement et de la restauration est prépondérant sur la commune puisqu'il représente 31 % du nombre total d'établissements de la commune (9 sur les 29 entreprises implantées  à Ceilhes-et-Rocozels), contre 28 % au niveau départemental.

### Agriculture
|               | 1988 | 2000  | 2010 | 2020  |
| ------------- | ---- | ----- | ---- | ----- |
| Exploitations | 9    | 7     | 7    | 9     |
| SAU (ha)      | 884  | 1 003 | 805  | 1 097 |

La commune est dans les « Plateaux du Sommail et de l'Espinouze », une petite région agricole occupant une frange nord-ouest du département de l'Hérault. En 2020, l'orientation technico-économique de l'agriculture  sur la commune est l'élevage d'ovins ou de caprins. Neuf exploitations agricoles ayant leur siège dans la commune sont dénombrées lors du recensement agricole de 2020 (neuf en 1988). La superficie agricole utilisée est de 1 097 ha,,.

## Culture locale et patrimoine

### Art religieux
L'église Saint-Jean-Baptiste de Ceilhes date du XIIe siècle. C'est une église romane qui a été fortifiée au XIVe siècle. Elle se situe à l'est de Ceilhes, en direction de Salvagnac et de la gare. Elle date du XIIe siècle. L'édifice a été inscrit au titre des monuments historiques en 1986.
La chapelle Notre-Dame de la pitié, encore plus à l'est en direction de Joncels au bord de l'Orb.

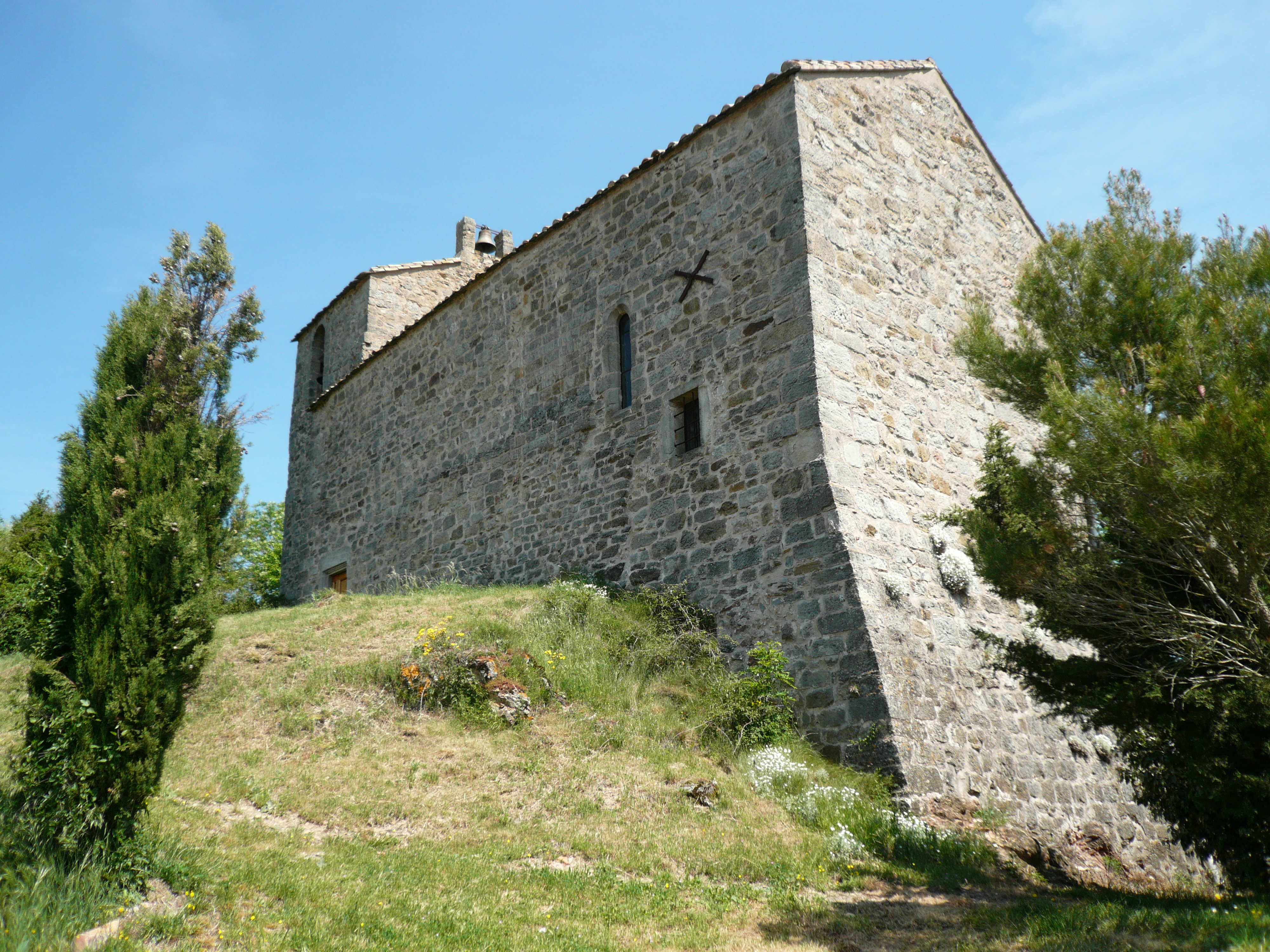
Église de Rocozels

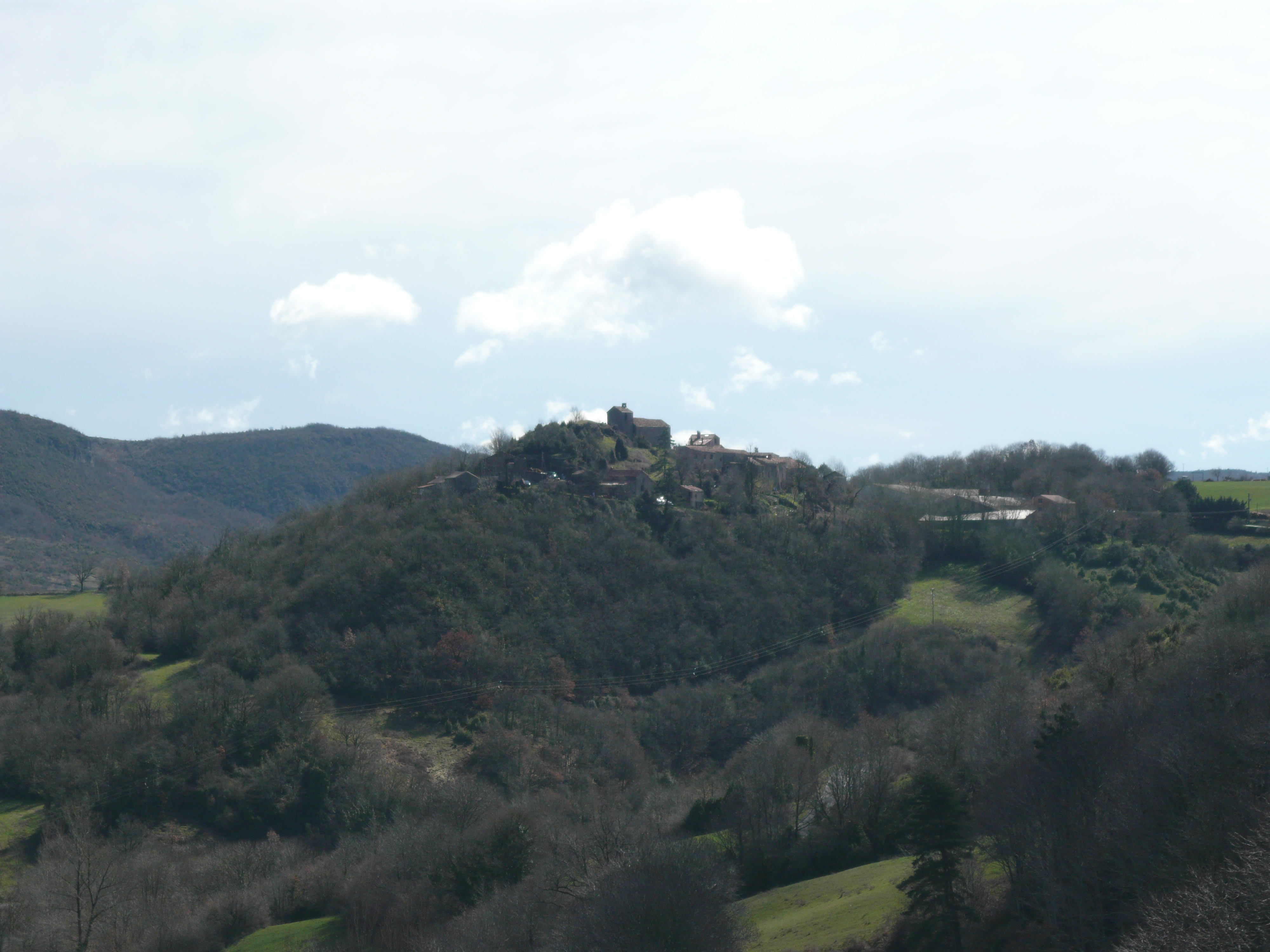
Vue de Rocozels.

L’église du hameau de Rocozels est l'ancienne chapelle du château médiéval aujourd'hui disparu de la famille féodale des Rocozels[réf. nécessaire] qui donna aux XIIe et XIIIe siècles deux évêques : Guillaume IV (évêque de Béziers) et Raymond III (évêque de Lodève). La chapelle fut donnée en 1181 aux templiers par Bernard IV de Gaucelin, évêque de Béziers et l'ordre du Temple l'érigea en paroisse. C'est une église romane dont le porche daterait du XIIe siècle. Le clocher, le voûtement du chœur et de la nef seraient du XIIIe siècle. Elle a été transformée au début du XVIIIe siècle, comme l'atteste la date de 1709 gravée au-dessus de la porte d'entrée où figure également le blason aux armes des Rocozels. Les deux chapiteaux ornés sur chaque face d'une palmette et sur chaque angle d'un fleuron, proviennent de la chapelle disparue de Notre-Dame-des-Ubertes, qui se trouvait sur la même commune et qui a également appartenu aux templiers. L'église a fait l'objet d'un classement aux Monuments historiques en 1986.

### Les remparts
Les spécialistes les appellent fortification d'agglomération.
Les remparts de Ceilhes datent du Moyen Âge. Ils ont été construits au XIIIe et au XIVe siècle.
La porte d'enceinte est remarquable.
Les remparts englobent l’église Saint-Jean-Baptiste de Ceilhes qui voit sa partie est et sud fortifiée lors de leur construction, ils ont subi des réparations en 1621 (date inscrite sur une pierre en réemploi) après la prise de Ceilhes par Joyeuse en 1586.
En 1621, 1622, 1629, le renforcement du lieu de Ceilhes est ordonné en raison de son importance pour le service du roi.

### La place du «Griffoul»
La place du Griffoul est le lieu de Ceilhes le plus connu. Le Griffoul est la fontaine du village. Son nom signifie fontaine ou source jaillissante en occitan, s'écrit grífol et se prononce [gri'ful].

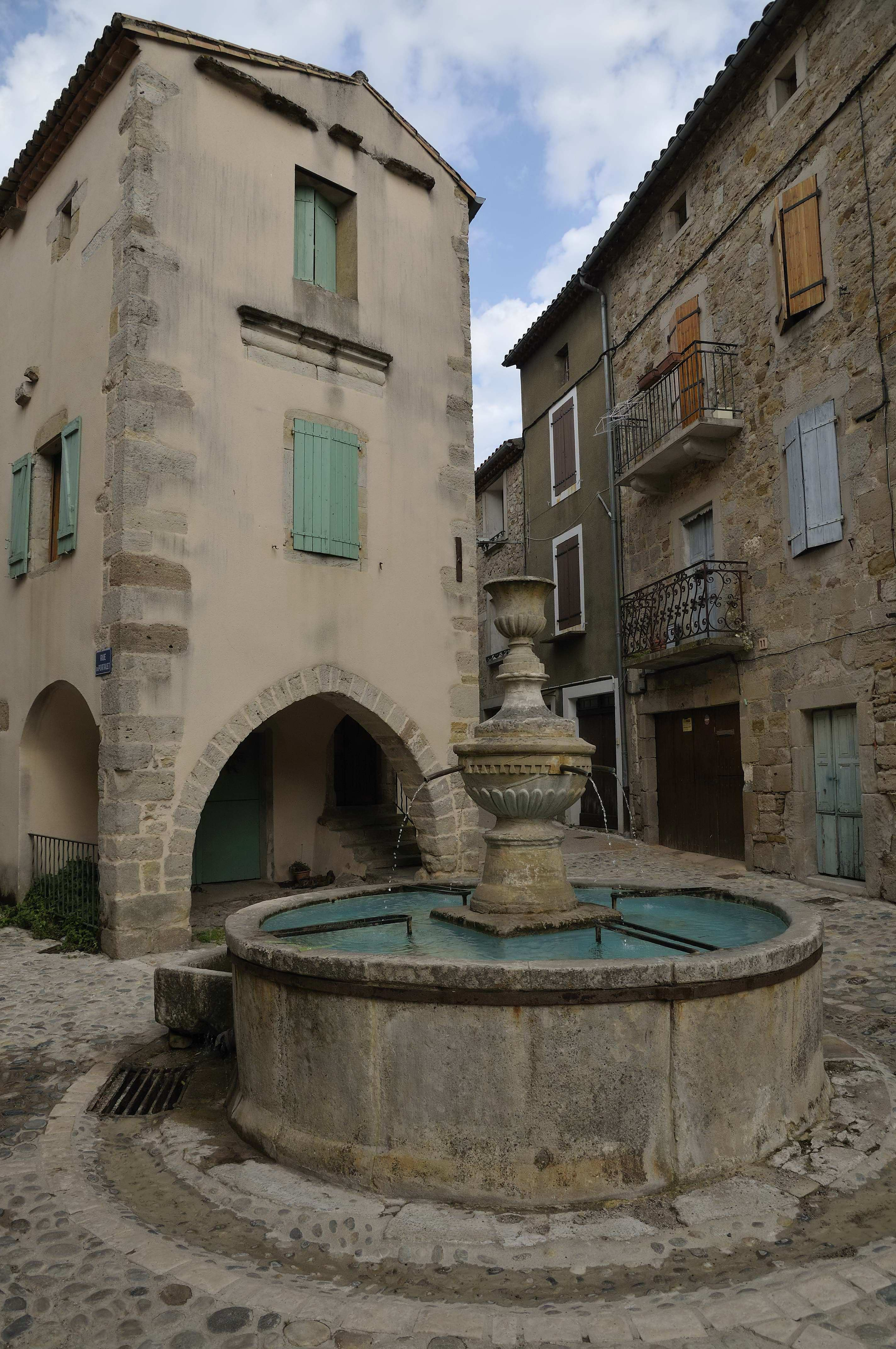
« Le Griffoul » : la fontaine du village.

La place du Griffoul se trouve au centre du village. On pense qu'il date du XVIIIe siècle.
Dimensions du Griffoul :
- Hauteur : 2,70 mètres ;
- Capacité : 5 000 litres ;
- Diamètre : 3,30 mètres.

### LeTautàs
Le Tautàs [taw'tas] (désigne en occitan un petit lac d'eau boueuse), est un plan d'eau artificiel qui fut creusé à Ceilhes en 1973/74.
La digue qui l'entoure et qui permet aux gens de se promener autour a été érigée au milieu de la plaine, presque au-dessus du château de Bouloc, ancienne résidence de Bernardin de Rosset de Rocozels qui avait épousé le 4 février 1680 Marie de Fleury, sœur du cardinal de Fleury, ministre de Louis XV.

### Le château de Bouloc-lez-Ceilhes
Le Fortiam  Bonoloco (« Fort de Bonlieu ») édifié au Moyen Âge vers la fin du Xe siècle ou au début du XIe siècle (existence attestée en 1025), avait été profondément transformé aux XVIIe et XVIIIe siècles par les Rosset de Rocozels devenus Rosset de Rocozels de Fleury. Auparavant il avait appartenu aux familles seigneuriales des Alban et des Promillac. Au cours de la Révolution, le dernier seigneur de Bouloc André-Hercule-Marie-Louis de Rosset de Rocozels duc et pair de Fleury gagna l'étranger pour rejoindre l'armée des émigrés. Son épouse Aimée de Coigny duchesse de Fleury, amie très proche de la reine Marie-Antoinette avait été emprisonnée sous la Terreur et avait été sauvée de justesse de l'échafaud par la chute de Robespierre. Le château de Bouloc et les autres propriétés du duc furent vendues comme bien national à un fabricant de draps de Lodève.
En 1964, le château de Bouloc a été rasé par la Compagnie nationale du Bas-Rhône lors de la mise en eau du barrage d'Avène destiné à contenir les crues de l'Orb. Les piliers du portail d'honneur érigé au XVIIIe siècle et surmontés de pots à feu ont été démontés et transférés à Montpellier, où ils ornent l'entrée du zoo de Lunaret. Une grande partie des pierres du château de Bouloc a été réemployée pour la construction en 1965 du monastère orthodoxe Saint-Nicolas du hameau de la Dalmerie situé sur la commune voisine de Joncels.
Situé huit kilomètres en aval le barrage d'Avène à son niveau maximum de remplissage inondait seulement les parties inférieures du château. Une simple digue de quatre mètres de hauteur aurait permis de sauvegarder ce précieux élément du patrimoine du Languedoc. Mais il en fut décidé autrement et ce symbole de l'Ancien régime chargé de mille ans d'histoire disparut pour laisser la place à un plan d'eau.
Le Tautàs est un ancien fort médiéval qui se dressait fièrement dans la plaine à quelques centaines de mètres au sud-ouest du village de Ceilhes en face de l'actuel Café du Lac, et en bordure du chemin vieux dénommé aussi « Peyral » (pèiral) (départementale D902) où subsiste encore l'ancienne bergerie du château, dite « Ferme du Bâtiment ».
Sources : Charles Bonami, Dans la haute vallée de l'Orb, neuf siècles d'histoire (1025-1964). L'ancien château de Bouloc-lez-Ceilhes en Languedoc. La juridiction, les seigneurs, le château. Rodez : Subervie, 1974, 70 p.

### La «Ferme du Bâtiment», ancienne dépendance du château de Bouloc-lez-Ceilhes
André-Hercule-Marie-Louis de Rosset de Rocozels de Fleury (1767-1810), dernier seigneur de Rocozels de Bouloc de Ceilhes et aussi dernier duc et pair de Fleury fut dépossédé de ses propriétés de Ceilhes en vertu de l'application du décret de l'Assemblée législative en date 2 septembre 1792, confisquant les biens des émigrés. Outre le château de Bouloc, des terres et des châtaigneraies, ce domaine  comprenait aussi le moulin de Tali au Malpas détruit en 1861, le hameau de la Rode-Haute rasé en 1962-1963 par la Compagnie du Bas-Rhône (lors des travaux du barrage d'Avène), le mas de Meaux, et une bergerie : actuelle ferme dite du Bâtiment située au Saut des Cappelos. Mentionnée dans les reconnaissances féodales de 1489 et 1567, elle fut vendue comme bien national l'an II de la République (1794). La structure architecturale de cette bergerie est typique des constructions des vallées caussenardes. Les murs porteurs d'une largeur de plus d'un mètre à la base et les fenestrous lui donnent une allure défensive. Construite vraisemblablement à la fin du Moyen Âge, cette bergerie était aussi destinée à protéger des pillards les bêtes et les récoltes des seigneurs de Bouloc. Une voûte en plein-cintre en forme d'un long tunnel isole du troupeau l'étage d'habitation auquel on accède par un escalier extérieur menant à un vaste balet (perron) couvert du XVIIIe siècle. La toiture à longs pans repose sur des voûtes en berceau. Cette ancienne bergerie qui possède également une cave à fromage (pour le roquefort), a été répertoriée au Patrimoine de France en 1986 tout comme près d'une vingtaine de maisons du village, dont l'ancienne halle aux grains (du XVe siècle) à proximité de la fontaine du Griffoul.

### Le pont roman
En amont du village, un beau pont de style roman, vraisemblablement construit au XIVe siècle franchit le cours de l'Orb. Il rappelle celui d'Espalion dans l'Aveyron. Constitué de trois arches séparées par des avant-becs triangulaires, il permet d'aller à Joncels depuis Ceilhes par la route départementale D138. À proximité se trouve un ancien moulin avec une belle fenêtre à meneau.

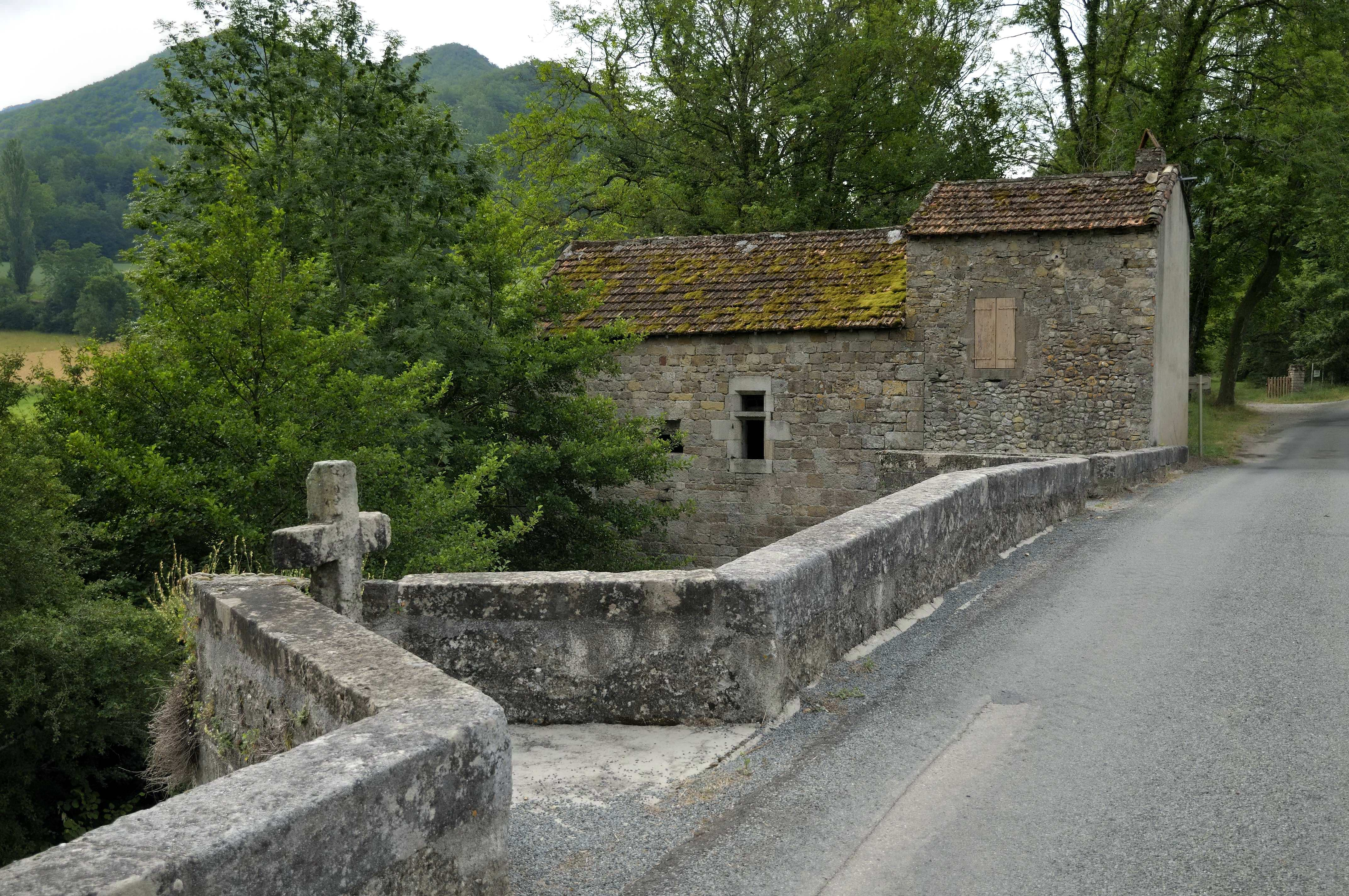
pont roman du XIVe siècle

## Galerie d'images

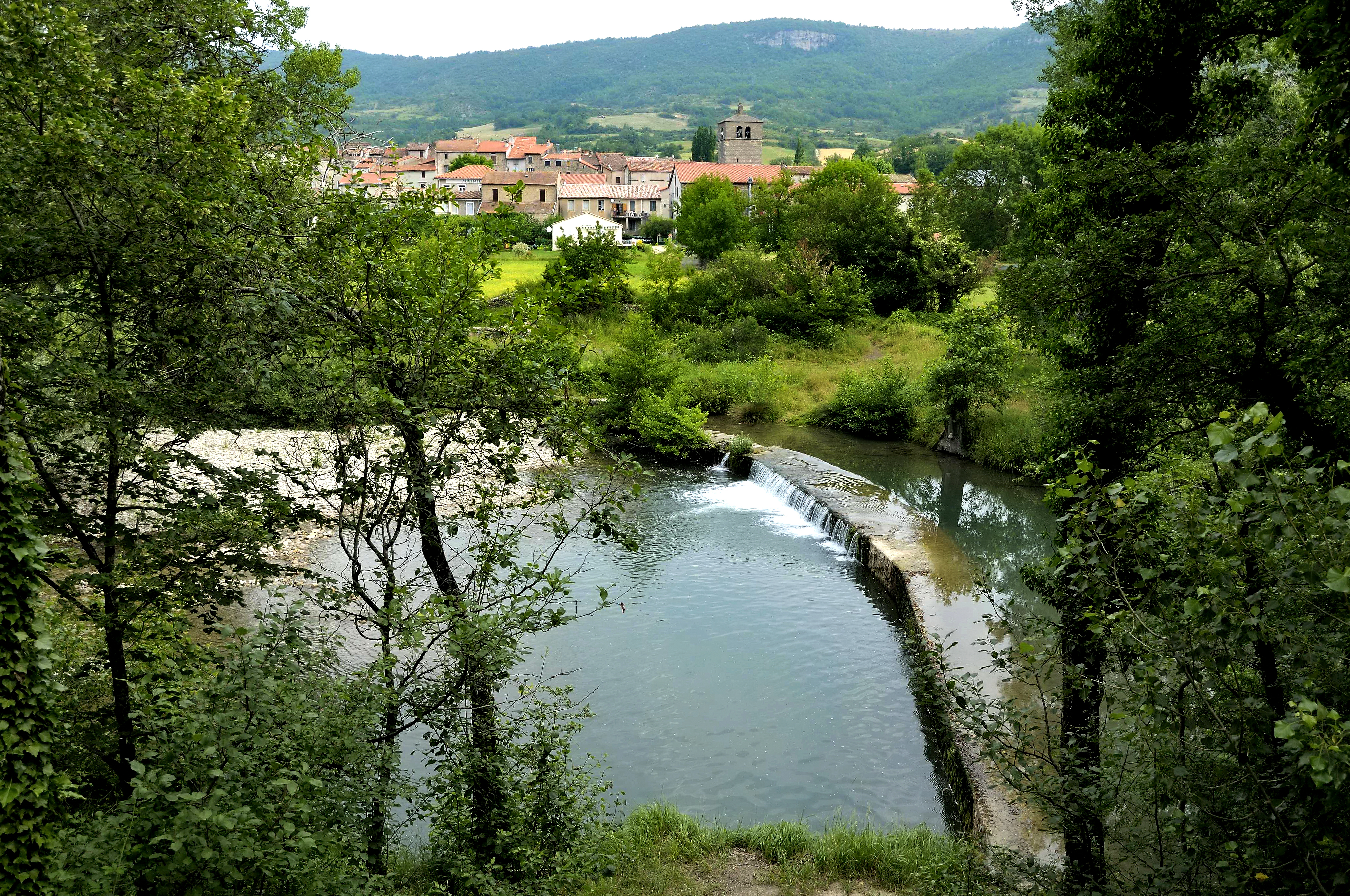
Ceilhes vue depuis la rivière.
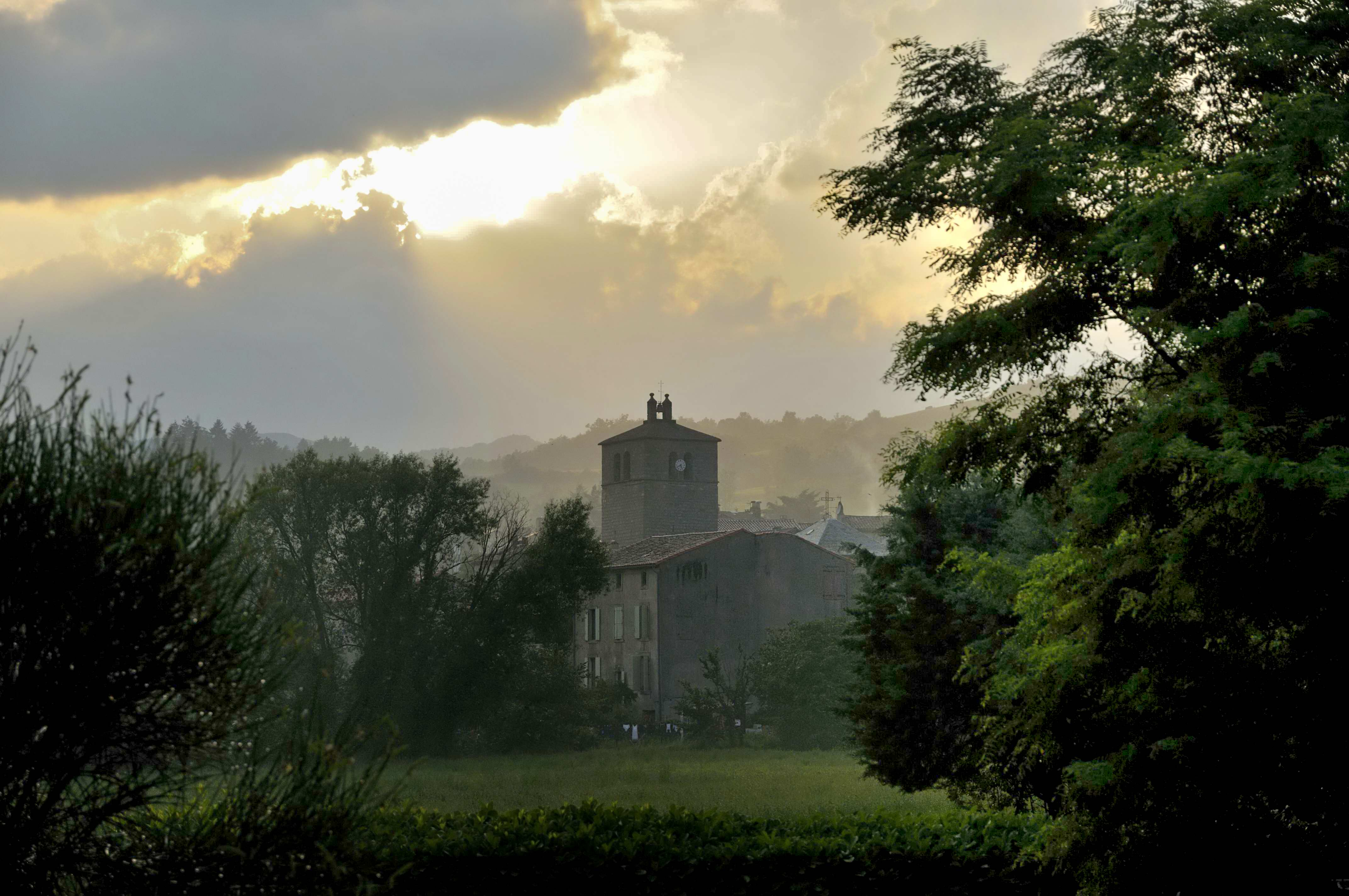
L'église Saint-Jean-Baptiste.
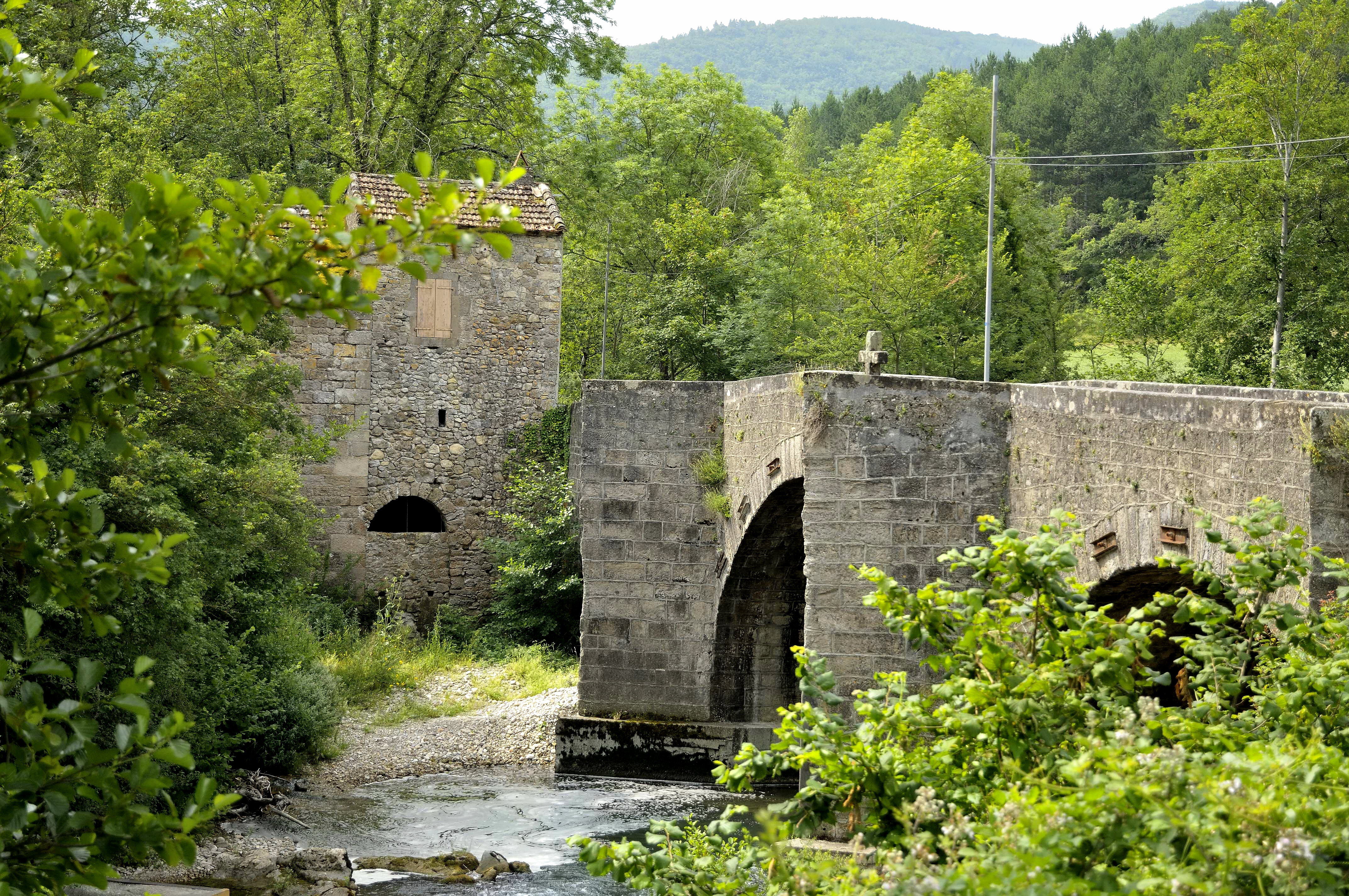
Le pont du XIVe siècle.
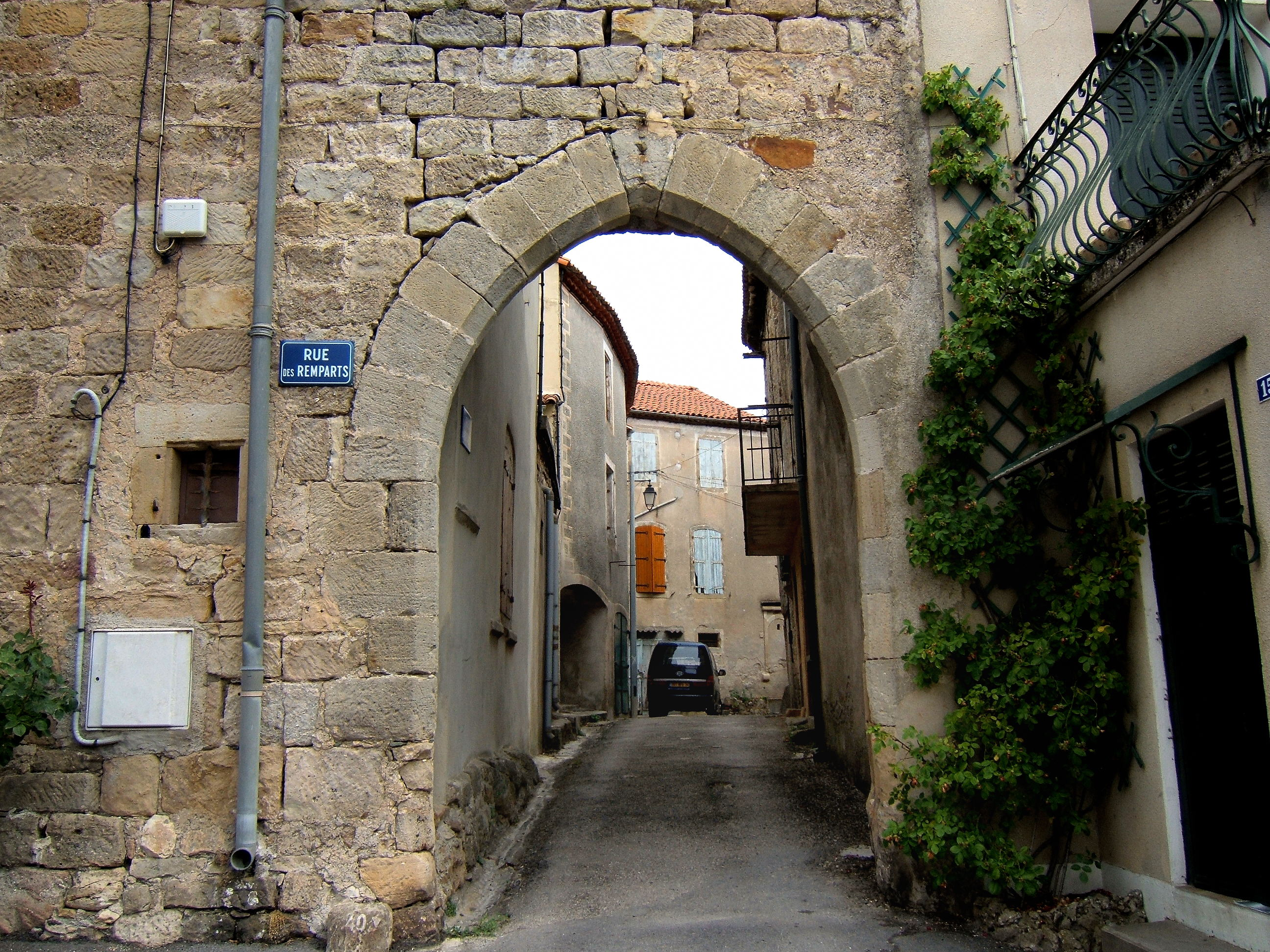
La porte d'enceinte.
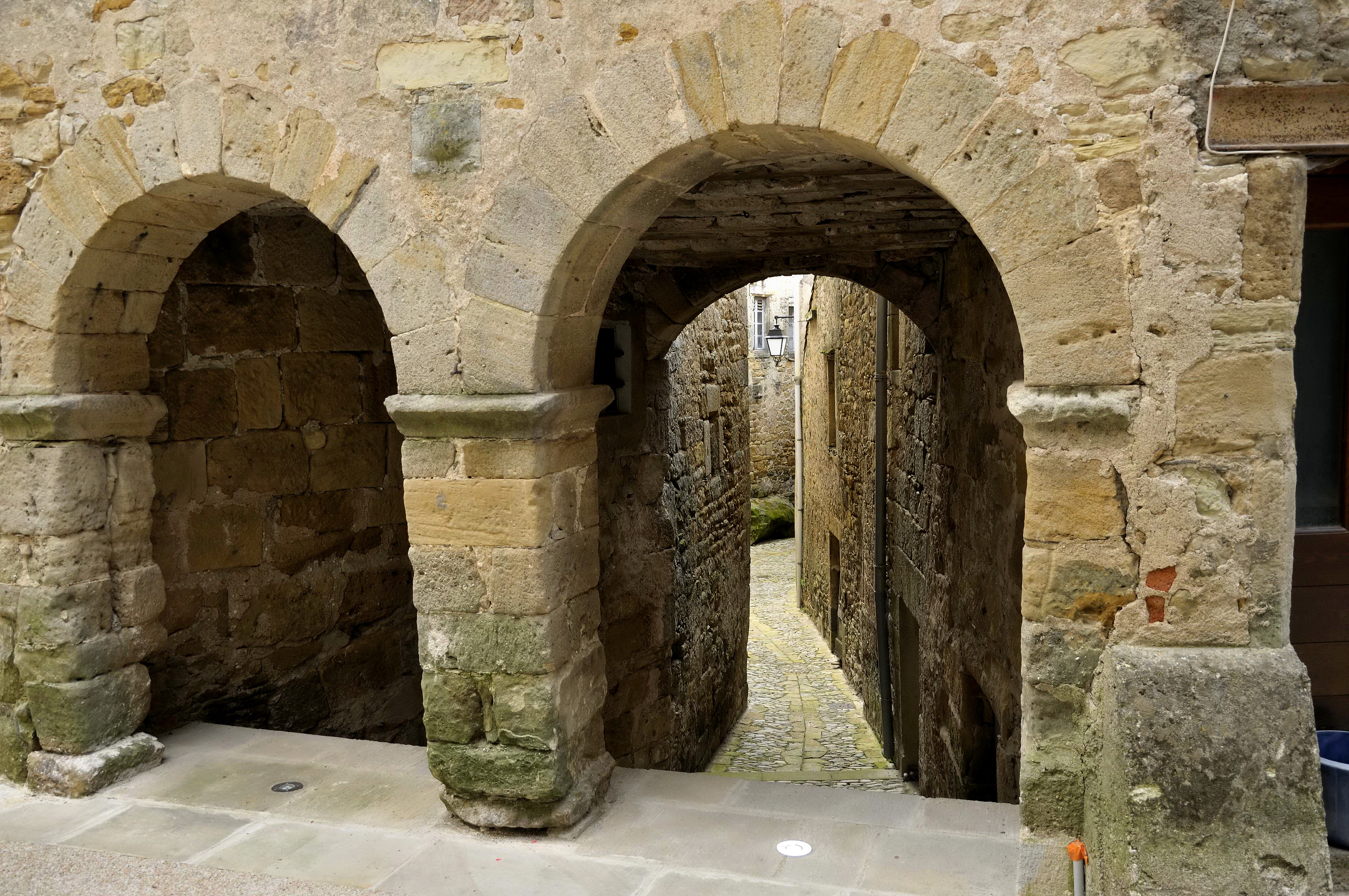
Une calade.
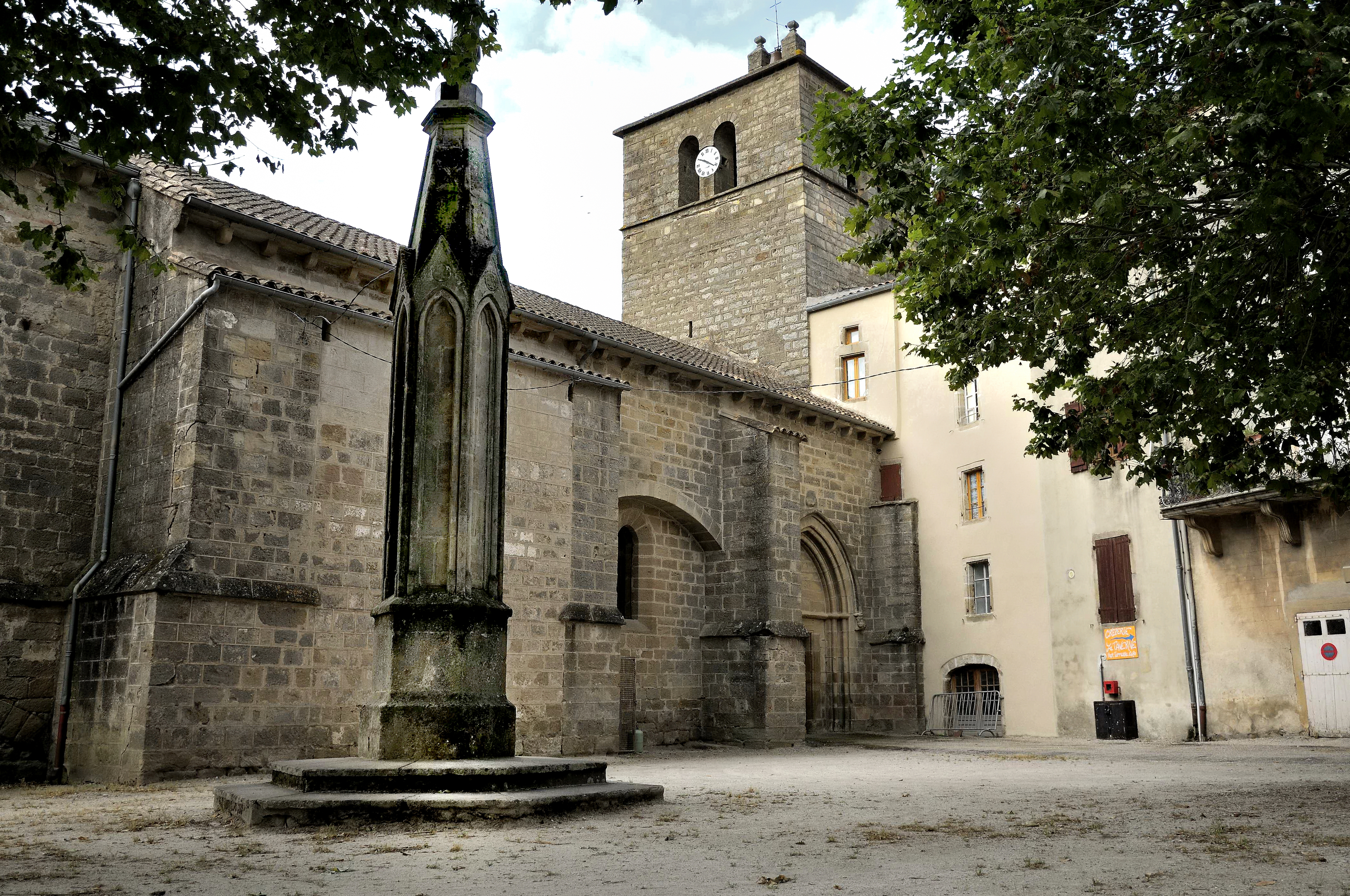
L'église du XIIe siècle fortifiée au XIVe siècle.
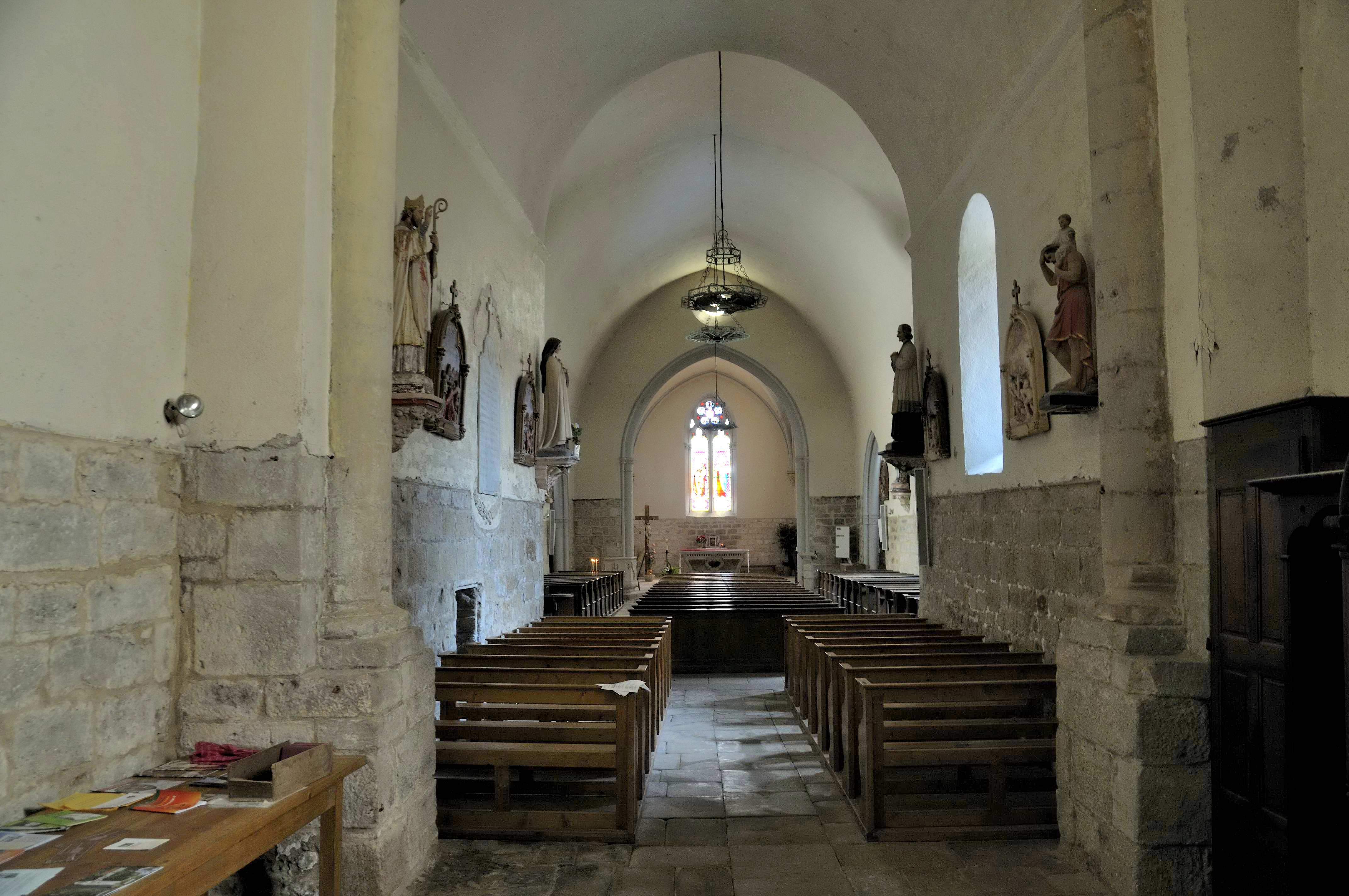
L'intérieur de l'église.
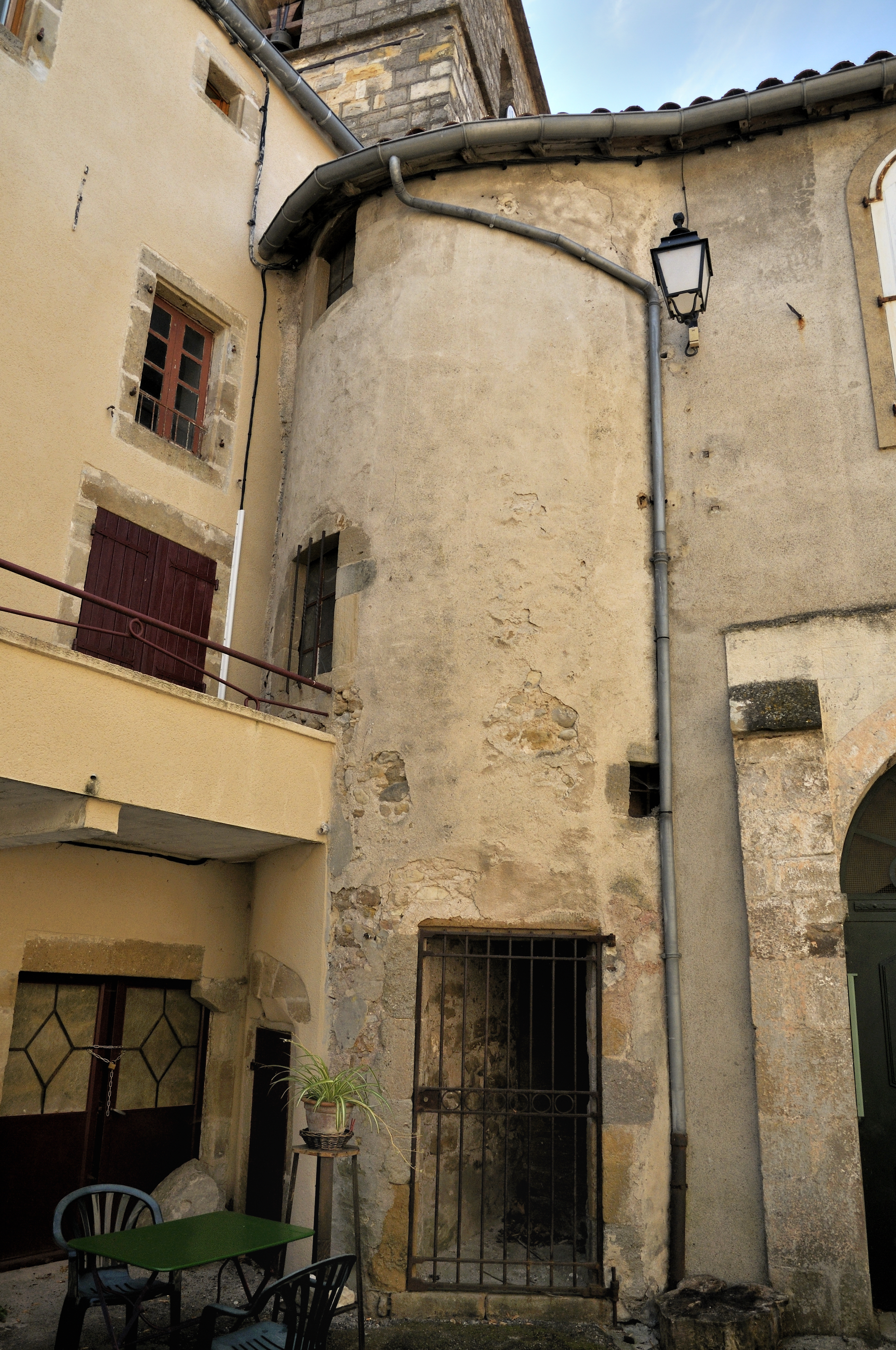
Un vieil escalier.

### Personnalités liées à la commune
- Guillaume IV de Rocozels, évêque de Béziers (1198-1205).
- Raymond III d'Astolphe de Rocozels, évêque de Lodève (1263-1280).
- Le cardinal de Fleury, ministre de Louis XV, dont la sœur Marie (1661-1692) a épousé Bernardin de Rosset de Rocozels seigneur du château de Bouloc-lez-Ceilhes.
- Jean Hercule de Rosset de Rocozels de Fleury (1683-1748) né au château de Bouloc et baptisé par son oncle et parrain le futur cardinal de Fleury entama une carrière militaire.
- Pons de Rosset de Rocozels de Fleury (1690-1763), chevalier, puis marquis de Rocozels et baron d'Avène, gouverneur du fort de Brescou à Agde.
- André-Hercule de Rosset de Rocozels de Fleury (1715-1788). Maréchal de camp, gouverneur et lieutenant-général de Lorraine, premier gentilhomme de la Chambre du roi Louis XV, gouverneur et  viguier d'Aigues-Mortes.
- Pierre Augustin Bernardin de Rosset de Rocozels de Fleury (1717-1780), évêque de Chartres (1747-1780). Premier aumônier de Marie Leszczyńska et grand-aumônier de Marie-Antoinette.
- Henri-Marie-Bernardin de Rosset de Rocozels de Fleury (1718-1781), archevêque de Tours (1751-1774), puis archevêque-duc de Cambrai (1774-1781)
- André-Hercule-Marie-Louis de Rosset de Rocozels de Fleury (1767-1810), dernier duc et pair de Fleury. Il épousa en 1785 Anne-Françoise-Aimée de Franquetot de Coigny.
- Anne-Françoise-Aimée de Franquetot de Coigny (1769-1820), duchesse de Fleury, femme de lettres, éduquée par Madame de Guéménée (gouvernante des enfants de Louis XVI).
- Abbé Antoine Tarroux (1793-1877), fondateur de la Congrégation des sœurs minimes de la Doctrine chrétienne.
- Charles Bonami (1908-1987), ancien membre du Conseil central de la R.T.F., officier de la Légion d'honneur.
- Lucette Allègre (1913-2009), institutrice, médaillée de la Résistance, mère de Claude Allègre
- Claude Allègre (1937-...), ministre de l'Éducation nationale (1997-2000).

## Associations et festivités
Le milieu associatif est très développé à Ceilhes-et-Rocozels. Différentes associations telles que la Boule ceilhoise, le Foyer rural de Ceilhes et Rocozels, le comité des fêtes et bien d'autres animent la vie rurale du village. La fête votive de Ceilhes a lieu le premier lundi d'août, sauf exception où elle peut être décalée une semaine avant pour ne pas empiéter sur celles des villages aux alentours.